# André Martins (Fußballspieler, 1987)
André Filipe Saraiva Martins (* 26. März 1987) ist ein portugiesischer ehemaliger Fußballspieler.
André Martins unterschrieb für die Saison 2007/08 einen Vertrag beim FC Fulham im Reserve-Team. Aus persönlichen Gründen wurde der Vertrag im Oktober 2007 wieder aufgelöst. Im Februar 2008 unterschrieb der Portugiese einen Vertrag beim bulgarischen Erstliga-Aufsteiger Widima-Rakowski Sewliewo. Danach ging er nach Amerika und spielte eine Saison 2009 bei Jaguares de Chiapas in Mexiko, bevor er abermals für eine Saison nach Venezuela zum Caracas FC wechselte. Danach agierte er beim Club Bolívar in Bolivien.
Nach zwei Stationen in Schweden steht er seit der Saison 2012/13 beim schottischen Vertreter Inverness Caledonian Thistle unter Vertrag. Nach kurzer Zeit wurde er gekündigt und ging nach Peru, im Folgejahr nach Brasilien.